# Euochin lingyi
Espèce
Euochin lingyi est une espèce d'araignées aranéomorphes de la famille des Salticidae.

## Distribution
Cette espèce est endémique du Yunnan en Chine,. Elle se rencontre vers Kunming.

## Description
La carapace du mâle holotype mesure 2,016 mm et l'abdomen 1,847 mm et la carapace de la femelle paratype 1,770 mm et l'abdomen 2,513 mm.

## Systématique et taxinomie
Cette espèce a été décrite par Wang et Zhang en 2023.

## Étymologie
Son nom d'espèce lui a été donné en référence au lieu de sa découverte, l'ancien nom du mont Xishan.

## Publication originale
- Wang & Zhang, 2023 : « On fourteen species of Euochin Prószyński, 2018 from China (Araneae: Salticidae: Euophryini). » Zootaxa, no 5297(3), p. 337-379.